# 1040 км
1040 км — населённый пункт (тип: железнодорожная казарма) в Зуевском районе Кировской области в составе Семушинского сельского поселения.

## География
Находится на железнодорожной линии Киров — Пермь на расстоянии примерно 17 километров на запад-северо-запад от районного центра города Зуевка.

## История
Упоминается с 1978 года.

## Население
| 2010 |
| ---- |
| 6    |

Историческая численность населения
В 1989 году — 10 жителей, в 2010 — 6.
Национальный состав
Согласно результатам переписи 2002 года, в национальной структуре населения
русские составляли 100 % от 5 жителей
Гендерный состав
По итогам Всесоюзной переписи населения 1989 года в населённом пункте мужчин 4,	женщин 6. По переписи 2002 года сокращение ровно вдвое: мужчин 2,	женщин 3. Согласно результатам переписи 2010 года мужчин 4, женщин 2; таким образом изменилось гендерное соотношение, мужчин стало больше женщин вдвое.

## Инфраструктура
Путевое хозяйство Кировского региона Горьковской железной дороги.

## Транспорт
Автомобильный и железнодорожный транспорт. В пешей доступности автодорога 33Р-013 «Киров — Кирово-Чепецк — Зуевка — Фалёнки — Демаки — граница с Удмуртской Республикой»